# Kiruna FF
Maillots
Dernière mise à jour : 22 décembre 2011.
Le Kiruna FF est un club suédois de football basé à Kiruna.
Le club évolue en deuxième division suédoise de 1989 à 1992 puis lors de l'année 1994.

## Historique
- 1970 : fondation du club sous le nom de Kiruna FF